# Jadwiga Mierzejewska
Jadwiga Mierzejewska (ur. 9 września 1909 w Warszawie, zm. 13 grudnia 1988 tamże) – choreograf i pedagog, znawczyni polskiego tańca ludowego, działaczka Związku Teatrów Ludowych oraz autorka książek:
- Teatr z pieśni w układzie plastycznym (1933)
- Teatr z pieśni (1960)
- Taniec w literaturze pięknej (1963)[5]
- Dożynki ogólnopolskie (1953-65)

W 1953 roku otrzymała nagrodę państwową III. stopnia.